# John Knox (Theologe)
John Knox (*  30. Dezember 1901; † 25. Juni 1990 in Medford (New York)) war ein US-amerikanischer Theologe und Hochschullehrer.

## Leben und Wirken
Knox war der älteste Sohn eines Methodistenpfarrers im Shenandoah Valley. Er hatte einen Bruder und zwei Schwestern, später verheiratet als Virginia van Buren und Eva Witte. Im Jahre 1924 wurde er zum methodistischen Pfarrer ordiniert. Als Pfarrer, in seinem kirchlichen Amt, war er in verschiedenen Gemeinden in der Region Baltimore aktiv. Auch übernahm er früh die Tätigkeit als Lehrer für Bibelstudien an der Emory University in Atlanta. Von 1929 bis 1936 war er Kaplan der Fisk University in Nashville. Im Jahre 1962 wurde er zum Bischofspriester geweiht.
Seinen Bachelor of Arts (BA) absolvierte er 1919 am Randolph–Macon College in Asland (Virginia). Seinen Bachelor of Divinity (BD) im Jahre 1925 an der  Emory University.
John Knox wurde im Jahre 1935 an der Universität von Chicago promoviert (Ph.D.); Titel Philemon Among the Letters of Paul; A New View of Its Place and Importance. Von 1939 bis zum Jahr 1943 lehrte er an der Divinity School. Von 1943 bis 1966 hatte er die ‚Baldwin-Professor für geistliche Literatur‘ (Baldwin Professor of Sacred Literature) am Union Theological Seminary in Manhattan inne; von 1945 bis 1957 war er Studienleiter. Im Jahre 1966 zog sich John Knox vom Vorsitz der Baldwin-Professur für geistliche Literatur am Union Theological Seminary in New York zurück.
Hiernach lehrte und forschte er bis zum Jahr 1971 als Professor für Neues Testament am Episcopal Theological Seminary in Austin, (Texas).
Knox war zeitweise Herausgeber der Zeitschriften Christendom, Christian Century und The Journal of Religion sowie The Interpreter's Bible.
Er war verheiratet und hatte zwei Söhne, John Jr. und Hamilton Knox.
John Knox (1942) war der Erste, der vorschlug, dass das ‚Marcion Evangelium‘ u. a. dem Lukas-Evangelium und der Apostelgeschichte zeitlich vorausgegangen war.
Er war in erster Linie ein Spezialist für neutestamentliche Texte. Seine Dissertation befasste sich jedoch nicht mit einem neutestamentlichen Text, sondern mit einem Beitrag zur systematischen Theologie. So richtete sich seine Aufmerksamkeit auf die Christologie.

## Schriften (Auswahl)
- Philemon Among the Letters of Paul; A New View of Its Place and Importance. Chicago University Press, Chicago 1935 (Dissertationsschrift) ()
- Never Far From Home. The Story of My Life. Word Books, Waco (Texas) 1975
- A Glory in It All: Reflections After Eighty. W Pub Group, 1985
- Chapters in a life of Paul. Abingdon-Cokesbury Press, New York 1950
- The death of Christ; the Cross in New Testament history and faith. Abingdon-Cokesbury Press, New York 1958
- Marcion and the New Testament: An Essay in the Early History of the Canon. Chicago University Press, Chicago 1942, ISBN 978-0-4041-6183-5
- On the Vocabulary of Marcion's Gospel. Journal of Biblical Literature (1939): 193–201.
- Philemon among the Letters of Paul. Chicago University Press, 1935
- Humanity and Divinity in Christ: A Study of Pattern in Christianity. Cambridge University Press, 1967